# U borovice (rozhledna)
Rozhledna U borovice se nachází na vrcholové plošině Noskova kopce v nadmořské výšce 669 metrů západně od obce Roprachtice v okrese Semily v Libereckém kraji, vlevo od silnice č. 289 ve směru Semily – Vysoké nad Jizerou. Rozhledna je vysoká 18 metrů a byla otevřena v roce 2009. 

## Historie rozhledny, konstrukce
Výstavbu svépomocí realizoval soukromý investor, František Hubař z Roprachtic. Se stavbou bylo započato v dubnu 2008, slavnostní otevření se konalo 17. listopadu 2009. Kamenná základna o půdorysu 4,7 × 4,7 metru má vnitřní cihlovou vyzdívku a výšku 13 metrů. Nad ní je dřevěný ochoz z modřínového dřeva, dílo místního tesaře Václava Pacholíka. Na zastřešený vyhlídkový ochoz vede sedmdesát schodů.
Během roku 2010 byl u rozhledny vybudován obslužný objekt se sociálním zázemím. Jedná se o roubenku o půdorysu přibližně 8 × 12 metrů – také práce tesaře Pacholíka. Mezi léty 2015 a 2016 byl tento objekt přistavěn o další zděnou část. V této době byla také instalována fotovoltaická elektrárna o výkonu přibližně 6 kWp. Tato elektrárna pracuje v ostrovním režimu a zásobuje pouze tuto rozhlednu. 

## Výhled
Z rozhledny je kruhový výhled na Jizerské hory (Ještěd), Krkonoše (Černá hora, Žalý, Kozí hřbety), Benecko, Orlické hory, vrcholy Tábor, Bezděz, Milešovka, Ralsko a na okolí řeky Jizery a Kamenice.

## Přístup
Rozhledna je přístupná autem po silnici č. 289 ze Semil, pěšky z obce Roprachtice či Vysoké nad Jizerou. Nejbližší železniční zastávka Poniklá je vzdálená šest kilometrů po žlutě značené turistické trase vedoucí přes Roprachtice do Roztok u Semil. Rozhledna je otevřená o víkendech od 10 do 15 hodin (v létě do 16 hodin) nebo po telefonické domluvě.